# Fedina Lídia
Fedina Lídia (Budapest, 1960. május 5.–) író, műfordító, szakfordító, gyógyszerész.

## Pályafutás
A Semmelweis Orvostudományi Egyetemet végezte gyógyszerészként. Négy szabadalom jelzi tudományos munkásságát.
A hetvenes évek vége óta szoros kapcsolat fűzi a magyar animációhoz. Azon kevés magyar forgatókönyvíró közé tartozik, aki két megvalósított egész estés rajzfilmben is közreműködött. 
Irodalmi munkássága 1989-ben kezdődött, a Vili, a veréb című rajzfilm mesekönyvátiratával. 2002-ben alkotta meg az Akikről a mesék szólnak összeállítást, és ő írta a Klaudia lányregénysorozatot is. 2007-ben jelent meg első sci-fi regénye, A bűn kódja címmel, 2011-ben pedig egy fantasy könyve jelent meg, Az elfelejtett varázsigék címmel. A Kossuth Kiadó pályázatán nyert megjelenést e-könyve, ami a Macskakaparás címen lett kiadva.
2016-ban a Metropolis Media gondozásában látott napvilágot a Zsoldos Péter-díjon második helyezést elért Virokalipszis című regénye.
2018-ban – nőként elsőként – Zsoldos Péter-díjat kapott a Galaktika magazinban megjelent Nincs, ki üzenjen című novellájáért
2019-ben Iszonyat című novellájával elnyerte a Galaktika közönségdíját.
Rendszeresen publikál novellákat és kisregényeket a Galaktika magazinban. Számos mű- és szakfordítása látott napvilágot, és újabban belekóstolt a képregényírásba is.
Korai munkáinak komoly hangvételét és bonyolult történetszövését mára letisztult, sajátos humorral átszőtt mesemondás váltotta fel. Többféle műfajban egyaránt alkot minden korosztálynak.

## Művei
- Vili, a veréb; Gémes József filmje alapján írta Fedina Lídia; Pannónia Film Vállalat, Bp., 1989
- Fedina Lídia–Fedina Laura: Nyugtató- és altatószerek. Gyári és magisztrális készítmények, gyógynövények; Golden Book, Bp., 1994 (Háziorvosi kiskönyvtár – nem csak háziorvosoknak)
- Vacak, a hetedik testvér; Dargay Attila és Nepp József forgatókönyve alapján írta Fedina Lídia; Magyar Könyvklub, Bp., 1999
- Vacak, az erdő hőse; Magyar Könyvklub, Bp., 2000
- Akikről a mesék szólnak. Népszerű mesék csodálatos szereplői és varázslatos tárgyai; Csodaország, Bp., 2002
- A bűn kódja. Regény; Panoráma, Bp., 2007
- Az elfelejtett varázsigék; Novum Eco, Sopron, 2011
- Klaudia. Szerelem a láthatáron; Dialóg Junior, Bp.–Pécs, 2013 (SMS-könyvek)
- Klaudia és az új gimi; Dialóg Junior, Bp.–Pécs, 2013 (SMS-könyvek)
- Klaudia és az első csók; Dialóg Junior, Bp.–Pécs, 2014 (SMS-könyvek)
- Klaudia. Nyár, lovak, szerelem; Dialóg Junior, Bp.–Pécs, 2015 (SMS-könyvek)
- Klaudia. Ezek a fiúk; Dialóg Junior, Bp.–Pécs, 2015 (SMS-könyvek)
- Virokalipszis; Metropolis Media, Bp., 2016 (Galaktika Fantasztikus Könyvek)
- Nincs, ki üzenjen (Galaktika, 324.)
- A Seuso-mozaik; Erdélyi Szalon, 2019
- Idiótazás, 2020
- Tőről vágott magyar ember. Petőfi Sándor élete [regény], Erdélyi Szalon, 2021
- Bűbájpalota – Elixír [meseregény] Marysol Könyvkiadó, 2021
- Bűbájpalota 2. rész A Bűbájpalota lerombolása [meseregény] Marysol könyvkiadó, 2022
- Mi a szerelem? Könyvmolyképző Kiadó, Szeged, 2024

## Pályázaton megjelenést nyert írások
- 2012: Macskakaparás (vidám állatregény, e-könyv, Kossuth Kiadó Zrt.)
- 2016: Zöld (sci-fi novella, Új Galaxis Antológia 24-es szám, Avana Egyesület)
- 2018 Bee 12 (sci-fi novella, SF.Galaxis, Avana Egyesület)
- 2019 A lemez (100 mini történet, Trivium Egyesület)
- 2019 A kép (Aether atrox antológia TBA könyvek)
- 2020 Sors (A rétsági Spangár András Irodalmi Kör antológiája)
- 2020 A lázadó (Újbudai Dekameron antológia, Albertfalvi Közösségi Ház)
- 2023 Történetek (Szingularitás sci-fi antológia, Marysol Könyvkiadó)
- 2023 Ha nem túl nagy kérés és Karácsonyi fények (Arany karácsony antológia, Vízió Könyvkiadó Egyesület)
- 2023 Most van az éj (Hatalom, pénz, szerelem antológia, Vízió Könyvkiadó Egyesület)
- 2024 Halálos bűn (Hatalom, pénz, szerelem antológia 2., Vízió Könyvkiadó Egyesület),  A szörnyeteg karmában (Triangulum antológia, Marysol Könyvkiadó), Fabulam draconis – avagy egy sárkány keservei (Ez állati! antológia, Vízió Könyvkiadó Egyesület), A féllény (Máguskód, Marsbook kiadó), És az élet utat tör (Furcsák földjén – Zöld könyv, Marsbook kiadó), Amikor felébredtem (Csipkerózsika) és Ki kiben (Jancsi és Juliska)  (Újratervezve – Régi mesék új köntösben, Sky S.T. Helma Kiadó)

## Díjai
- 2017: Virokalipszis (regény) – Zsoldos Péter-díj második helyezés
- 2018: Nincs, ki üzenjen (novella) – Zsoldos Péter-díj első helyezés
- 2019: Iszonyat (novella) – Galaktika Közönségdíj
- 2023: Te voltál az! (novella) Neumann 120 novella pályázat első helyezés – megjelent a Galaktika magazin 397. számában.
- 2024: Verseny a tűzzel (mese) Tollak és Tappancsok pályázat első helyezés -- megjelenés: Tollak és Tappancsok meseantológia